# The Unseen Defense
Pour plus de détails, voir Fiche technique et Distribution.
The Unseen Defense est un film muet américain réalisé par Fred Huntley et sorti en 1913.

## Fiche technique
- Titre : The Unseen Defense
- Réalisation : Fred Huntley
- Scénario : Alf Corey, d'après son histoire
- Producteur : William Selig
- Société de production : Selig Polyscope Company
- Société de distribution : Selig Polyscope Company
- Pays de production :  France
- Langue : film muet avec les intertitres en anglais
- Métrage : 300 mètres
- Format : Noir et blanc — 35 mm — 1,33:1 — Muet
- Genre : Film dramatique
- Durée : 10 minutes
- Date de sortie : États-Unis : 23 juillet 1913

## Distribution
- Hobart Bosworth
- Ed Mauer
- John Willington
- Eugenie Besserer